# Mesa Verde (California)
Mesa Verde è un census-designated place (CDP) degli Stati Uniti d'America situato in California, nella contea di Riverside.